# Sozialistische Politik (1954)
Die Sozialistische Politik (SoPo) war eine linkssozialistische Zeitschrift, die zwischen 1954 und 1966 monatlich in Bovenden bei Göttingen erschien.
Die SoPo wurde von der entristisch innerhalb der SPD arbeitenden trotzkistischen Organisation IKD initiiert und ging aus der seit 1949 erscheinenden Zeitschrift pro und contra hervor. Die Zeitschrift richtete sich schwerpunktmäßig und thematisch an linke Sozialdemokraten und kritische Gewerkschaftsaktivisten. Die ersten beiden Ausgaben trugen den Titel Sozialist. Autoren waren u. a. Erich Gerlach, Peter von Oertzen, Georg Jungclas, Theo Pirker, Willy Boepple, Siegfried Braun, Ernest Mandel, Jürgen Seifert und Jakob Moneta. Unter Pseudonym schrieb Wolfgang Abendroth für die Zeitschrift. Die Redaktion kritisierte die SPD von links, trat für Neutralität der Bundesrepublik Deutschland und für den algerischen Befreiungskampf ein. Im Dezember 1966 wurde die SoPo zugunsten des express international eingestellt.